# Campionati europei di salto ostacoli 1993
I Campionati europei di salto ostacoli 1993 si sono svolti a Gijón, in Spagna. 

## Podi
| Evento           | Oro            | Argento       | Bronzo           |
| Gara individuale | Willi Melliger | Michel Robert | Michael Whitaker |
| Gara a squadre   | Svizzera       | Regno Unito   | Francia          |

## Medagliere
| Posiz. | Nazione     | Oro | Argento | Bronzo | Totale |
| ------ | ----------- | --- | ------- | ------ | ------ |
| 1      | Svizzera    | 2   | 0       | 0      | 2      |
| 2      | Francia     | 0   | 1       | 1      | 2      |
| 2      | Regno Unito | 0   | 1       | 1      | 2      |
| Totale | Totale      | 2   | 2       | 2      | 6      |